# ポルヴォー (小惑星)
ポルヴォー (1757 Porvoo) は、小惑星帯の小惑星。ニサ族に近い軌道を持つが、ニサ族に含まれるかどうかははっきりしない。
ユルィヨ・バイサラがトゥルクで発見した。フィンランドで2番目に古い都市であるポルヴォーに因んで名付けられた。